# Caraputanga
O vermelho, ou caraputanga, do tupi akarápytanga (acará avermelhado), de nome científico Lutjanus vivanus, é uma espécie de peixe de coloração vermelho-rosada. Também é conhecido pelos nomes populares de acaraaia, acarapitanga, carapitanga, caraputanga, cherne-vermelho, dentão, pargo-olho-de-vidro, pargo-vermelho e vidrado.